# Stefania Segnana
Stefania Segnana, née le 20 septembre 1975 à Borgo Valsugana (Italie), est une femme politique italienne. Membre de la Ligue, elle est députée depuis 2018.

## Biographie
Depuis 2015, elle est conseillère municipale de sa ville de naissance, Borgo Valsugana, sous les couleurs de la Ligue.
Lors des élections législatives de 2018, elle est élue à la Chambre des députés dans la circonscription du Trentin-Haut-Adige. En octobre de la même année, lors des élections provinciales, elle est élue conseillère provinciale.